# Mine Gonzague-Langlois
La mine Gonzague-Langlois, aussi connue sous le nom de mine Grevet, est une mine de zinc, argent, cuivre et d'or en Eeyou Istchee Baie-James, dans le Nord-du-Québec. Elle est située à environ 50 km au nord-est de la ville de Lebel-sur-Quévillon. La mine est en opération de 1994 à 2000, de 2006 à 2008 et de 2010 à 2022.

## Historique
La découverte de la zone minéralisée affleurante a été faite en 1982 par levés géophysiques et sondages et sa mise en opération en 1994, alors que la propriété était toujours entre les mains du groupe Cambior. L'inauguration officielle de la mine se passe en juin 1996 et le nom de Gonzague Langlois, un pionnier de l'industrie minière canadienne et ancien membre du conseil d'administration de Cambior, fut retenu à titre posthume. À cette date, la mine emploie de manière permanente plus de 200 personnes.
Entre 1996 et 2000, la mine est rattachée à un nouveau propriétaire, Ressources Breakwater. Cette dernière doit cesser temporairement les opérations de la mine en décembre 2000 avec pour raison des enjeux autour du réseau des cheminées à minerais et la chute des prix des métaux.
En 2004, Ressources Breakwater décide d'émettre pour 20 millions de dollars d'actions pour financer la remise en opération de la mine, ce qui se produit en 2006, avec toujours environ 200 personnes y travaillant.
En octobre 2007, un conflit éclate entre la FTQ et Ressource Breakwater autour d'une décision d'engager 50 travailleurs tunisiens à sa mine, alors que, en raison des difficultés de l'industrie forestière à ce moment, des centaines de travailleurs forestiers de Lebel-sur-Quévillon sont sans emploi à la suite de la fermeture de l'usine Domtar. Ressource Breakwater se défend alors de privilégier l'embauche locale d'abord, notamment en mettant sur pied une mine-école pour former des travailleurs de la forêt. Cette mine-école incite la ville de Lebel-sur-Quévillon à ne plus s'opposer à la venue de travailleurs tunisiens. Une entente entre la FTQ et Ressource Breakwater est signée en aout 2008, le syndicat reconnaissant les besoins urgents de main-d'œuvre pour la minière. Néanmoins, la chute des prix des métaux oblige la minière à cesser temporairement les activités de la mine Gonzague-Langlois fin 2008. Il s'agit alors d'une période très difficile pour la ville de Lebel-sur-Quévillon chez qui le chômage est alors très élevé.
Une réouverture partielle de la mine a lieu en février 2010 en raison de la remontée des prix du zinc sur les marchés avec la réembauche d'une trentaine d'employés, puis de 70 autres en mars grâce à l'appui financier de Québec.
La minière belge Nyrstar rachète la mine en octobre 2011 et continue de promettre une relance à 100% de sa mine ainsi que des emplois pour les 10 prochaines années. En janvier 2012, la mine est entièrement remise en opération et aout 2013 la mine emploie 300 personnes.
Nystar signe en septembre 2013 une entente avec Airmédic assurant un service ambulancier aérien à ses employés en cas d'accident sur le site Gonzague-Langlois.
Une campagne forage d'exploration débute en 2016 afin de prolonger la vie de la mine.
En 2019, la société suisse Trafigura, enregistrée à Singapour et étant alors le plus important négociant en métaux usuels au monde, acquiert 98% de Nyrstar lui évitant la faillite. Malgré tout, et en raison des prix du zinc, Nyrstar cesse temporairement le fonctionnement de la mine, ne gardant que 250 travailleurs pour veiller à l'entretien du site et des équipements. Le rapport annuel de Nyrstar indique alors que la production de la mine est passé de 34 500 tonnes de concentré de zinc en 2017 à 23 800 un an plus tard, ce qui témoigne du ralentissement de la mine. En 2018, la mine a aussi livré 1600 tonnes de concentré de cuivre, 1400 onces de concentré d’or et 411 000 onces de concentré d’argent,

## Controverses
En octobre 2020, Nyrstar est reconnue coupable d'avoir déversé 500 litres de floculant dans la rivière Wedding le 28 février 2018 et doit payer une amende de 350 000$. L'entreprise est aussi désormais inscrite à la liste fédérale des contrevenants environnementaux.
Deux ans après la fermeture, plusieurs anciens employés de la mine n'ont toujours pas reçu leur prime de fermeture, situation dénoncée par le syndicat des Métallos. Nyrstar se défend alors en soulignant que la mine n'est pas complètement fermée et le syndicat exige des garanties qu'advenant la fermeture complète, la prime sera versée peu importe le nombre de temps qu'un employé n'a pas travaillé à la mine. Une entente est convenue entre les partis. le 7 juin 2022, d'autant plus que la mine est en voie d'être fermée définitivement la même année.

## Production
De 1997 à 2008, la mine aurait produit 2 400 192 t à 7,4 % Zn, 0,41 % Cu et 31,59 g/t Ag.